# Верхньоуральськ
Верхньоура́льськ (рос. Верхнеура́льск) — місто (з 1781) в Росії, адміністративний центр Верхньоуральского району Челябінської області.
Населення 10,3 тис. осіб (2010). Місто розташоване на лівому березі річки Урал, за 230 км від Челябінська.
Верхньоуральськ — одне із найстаріших міст Південного Уралу і найстаріших міст Челябінської області.

## Сьогодення
Сьогодні Верхньоуральськ — районний центр Челябінської області з населенням трохи понад 10 000 осіб.
Соціально-культурний вигляд міста представлений двома загальноосвітніми школами, агротехнічним ліцеєм, краєзнавчим музеєм, дитячою школою мистецтв, Будинком культури, дозвільним центром «Юність», стадіоном, лікарняним містечком.

## Пам'ятки
Верхньоуральськ — місто пам'ятників історії та архітектури. Старовина надає місту неповторну самобутність. 54 будівлі, що пройшли експертизу в Департаменті культурної спадщини Міністерства культури Росії, оголошені пам'ятками історії та культури. Це Нікольський собор (споруда 1875 р.), будівля реального училища (1911 р.), будівля Народного дому (1910 р.), будинок генерала Старикова (1906 р.) та ін.